# Phthanophaneron harveyi
Phthanophaneron harveyi är en fiskart som först beskrevs av Richard H. Rosenblatt och Montgomery, 1976.  Phthanophaneron harveyi ingår i släktet Phthanophaneron och familjen Anomalopidae. IUCN kategoriserar arten globalt som otillräckligt studerad. Inga underarter finns listade i Catalogue of Life.